# Википедия на идише
Википедия на идише (идиш יידישע וויקיפעדיע‎) — раздел Википедии на языке идиш.

## История
Википедия на идише открылась 3 марта 2004 года.

### Хронология развития
- 28 ноября 2004 года написана первая статья
- 16 марта 2013 года написана десятитысячная статья

## Характеристика
По состоянию на 19 марта 2025 года Википедия на идише насчитывает 15 504 статей. Зарегистрировано 55 660 участников (включая ботов), из них 46 являются активными, а 3 участника имеют статус администратора. Общее число правок составляет 595 284.